# Weigendorf
Weigendorf este o comună din districtul Amberg-Sulzbach, landul Bavaria, Germania.